# 詹姆斯·博斯伯格
詹姆斯·博斯伯格（英語：James Emanuel "Jeb" Boasberg，1963年2月20日—），美国律师、法学家，美国哥伦比亚特区联邦地区法院首席法官。由小布什总统任命，他在2002年至2011年间担任哥倫比亞特區高等法院法官。后由奥巴马总统任命担任地区法院法官。2014年，首席大法官约翰·罗伯茨任命他担任美国外国情报监控法院法官。2025年，美国总统特朗普政府开始遣返涉嫌加入黑帮的委内瑞拉公民。3月15日，博斯伯格以总统无权绕过遣返程序为由颁布为期14天的民事保护令。3月17日，特朗普在社交媒体上呼吁弹劾博斯伯格。约翰·罗伯茨罕见表态称在对司法决定有不同意见时诉诸弹劾是不合适的。